# Jardins du palais des papes d'Avignon
Pour les articles homonymes, voir Jardin (homonymie) et Palais des papes.
Les jardins du palais des papes d'Avignon sont des jardins pontificaux du palais des papes d'Avignon dans le Vaucluse, en Provence,, (Monument Historique classé au Patrimoine mondial) .

## Histoire
Les jardins du Palais des Papes ont donné lieu à deux campagnes de fouilles archéologiques : en 1994, sous la direction de Dominique Carru, puis, en 2014, sous la direction d'Anne Allimant-Verdillon,. Une étude historique complète des jardins a été réalisée conjointement à la fouille de 2014. 
La confrontation entre archéologie et histoire a permis d'identifier l'ensemble de l'évolution des jardins, du XIVe siècle à nos jours.

### Les jardins du temps de Jean XXII (1317-1334)
Au début du XIVe s. de nombreuses propriétés privées dotées de jardins s’étagent à l’est du palais épiscopal d’Avignon. Acquises entre 1316 et 1319, ces propriétés permettent d’agrandir la surface utile du nouveau palais des papes. C’est ainsi que le verger des frères du Thor et de celui de Ponti Bona, situés en contrebas de l’actuelle tour de l’Étude, réunis en septembre 1323 en un seul tènement, forment le premier jardin pontifical.
Plus au nord, sous la paroi abrupte du rocher des Doms, le jardin de Trouillas est acquis par la papauté entre 1318 et 1323. Situé hors les murs du palais, ce jardin d’une surface de plus de 3000 m2 garda tout au long du XIVee s. une vocation utilitaire, accueillant semis, pâture et ménagerie.

### Les jardins du temps de Benoit XII (1335-1342)et Clément VI
Sous le pontificat de Benoît XII, le petit jardin de Jean XXII est agrandi au sud, au-devant de la tour du Pape. L’espace circonscrit par le nouveau rempart édifié entre 1336 et 1340 ne sera cependant aplani qu’en 1339, permettant ainsi de dégager l’espace nécessaire à la mise en place des chantiers de construction de l’aile orientale du palais.
Le système d’alimentation en eau du palais et des jardins est mis en place à partir de 1338. Utilisant aussi bien les eaux de puits que de pluie, ce réseau alimente jardin, cloître, cuisines et réservoirs. En 1344, une immense citerne est édifiée contre la tour de Trouillas. Qualifiée de « tour de la Glacière » jusqu’à la fin du XVIIIe siècle, la structure comporte en partie haute un garde-manger, réfrigéré grâce à un astucieux système d’échanges thermodynamiques.
En 1346, la zone circonscrite à l’intérieur des remparts de Benoît XII comprend deux jardins : 
– Au sud, le jardin du Griffon se présente sous la forme d’un déambulatoire agrémenté d’une galerie en U. Au centre, un pré, au milieu duquel, enchâssée dans une banquette de verdure, se trouve la fontaine dite « du griffon » ou « du babouin », en référence, probablement, au goût de Clément VI pour les manuscrits enluminés. Dotée d’un jet d’eau, cette fontaine, probablement destinée aux ablutions du pape, pouvait être alimentée par de l’eau de pluie ou de l’eau de puits.
– Au nord du mur du jardin du griffon, se trouve un grand pré, doté d’une allée centrale. L’ensemble est orné de bancs de verdure et de treilles de vigne. Des carrés de jardin clos par des barrières de cannes et d’osier abritent des bordures de végétaux à longues feuilles : épinards, choux, persil… Çà et là, l’ensemble est peut-être orné de pots de sauge et de marjolaine.

### Les jardins du temps d'Urbain V
En 1365-1366, Urbain V fait édifier le bâtiment de la Roma à l’emplacement de l’ancienne galerie nord du jardin du griffon. En contrebas, maisons particulières et zones de service du palais laissent place à deux nouveaux jardins, clôturés par un rempart. Au sud, le verger du pape, centré autour d’un pavillon, comporte fontaine, banquettes de verdure, carrés de jardins, treilles et tonnelles.
L’ensemble est clos, au nord, par un petit bâtiment, ou studio, destiné au délassement du pape. Au nord de ce studio, face à la tour de Trouillas, se trouvent une noria, un pré, et des cages pour les collections d’animaux d’Urbain V.

### Le XVIe siècle
Au début du xvie s., le verger d’Urbain V laisse place à la « Mirande ». L’édifice, destiné à accueillir les invités de marque, comporte une terrasse sablée au-delà de laquelle on installe un jardin régulier doté de 8 carrés centrés autour d’une fontaine.

### Le XVIIe siècle
L’explosion du fort Saint-Martin en 1650 fut sans doute à l’origine de profondes destructions au nord du palais. Une glacière est alors construite dans le jardin haut pour remplacer la tour-citerne édifiée en 1344. À l’intérieur du rempart de Benoît XII, le jardin abrite désormais légumes et arbres fruitiers destinés à la consommation des vice-légats. En contrebas, la terrasse sablée de la Mirande est abandonnée au profit de parterres plus étendus.

### LesXIXeetXXesiècles
Avec l’arrivée du Génie militaire au début du XIXe s., les jardins hauts sont abandonnés au profit d’une cour d’exercice. En contrebas, le bâtiment de la Mirande est détruit. Perre-Pierron, fondeur de cloches récupère alors l’ancien verger d’Urbain V qu’il utilisera comme dépôt jusqu’en 1838, date à laquelle l’édifice de la Roma est démoli et la partie basse du site remblayée jusqu’au niveau du jardin haut. L’ensemble ne sera réhabilité qu’à partir de 1935.

## Réaménagement des jardins
Les jardins ont été réaménagés entre 2017 et 2020, sur la base des études historiques et archéologiques réalisées en 2014.
L'ensemble des anciens jardins pontificaux réaménagés ont été intégrés au parcours de visite du Palais. Ils s'étendent sur une surface de 3 hectares, divisée en trois parties distinctes,  :
- Jardin du Pape (ou jardin du Griffon) de 660 m², jardin privé du pape, au pied de la tour du Pape (ou tour des Anges) avec fontaine du Griffon, et accès direct depuis ses appartements.
- Jardin du Palais (ou jardin Clément VI et jardin Benoît XII), d'une surface de 1250 m², avec accès aux anciennes cuisines du palais.
- Verger Urbain V, de 1000 m², situé en contrebas.

Palais des papes d'Avignon au XIVe siècle
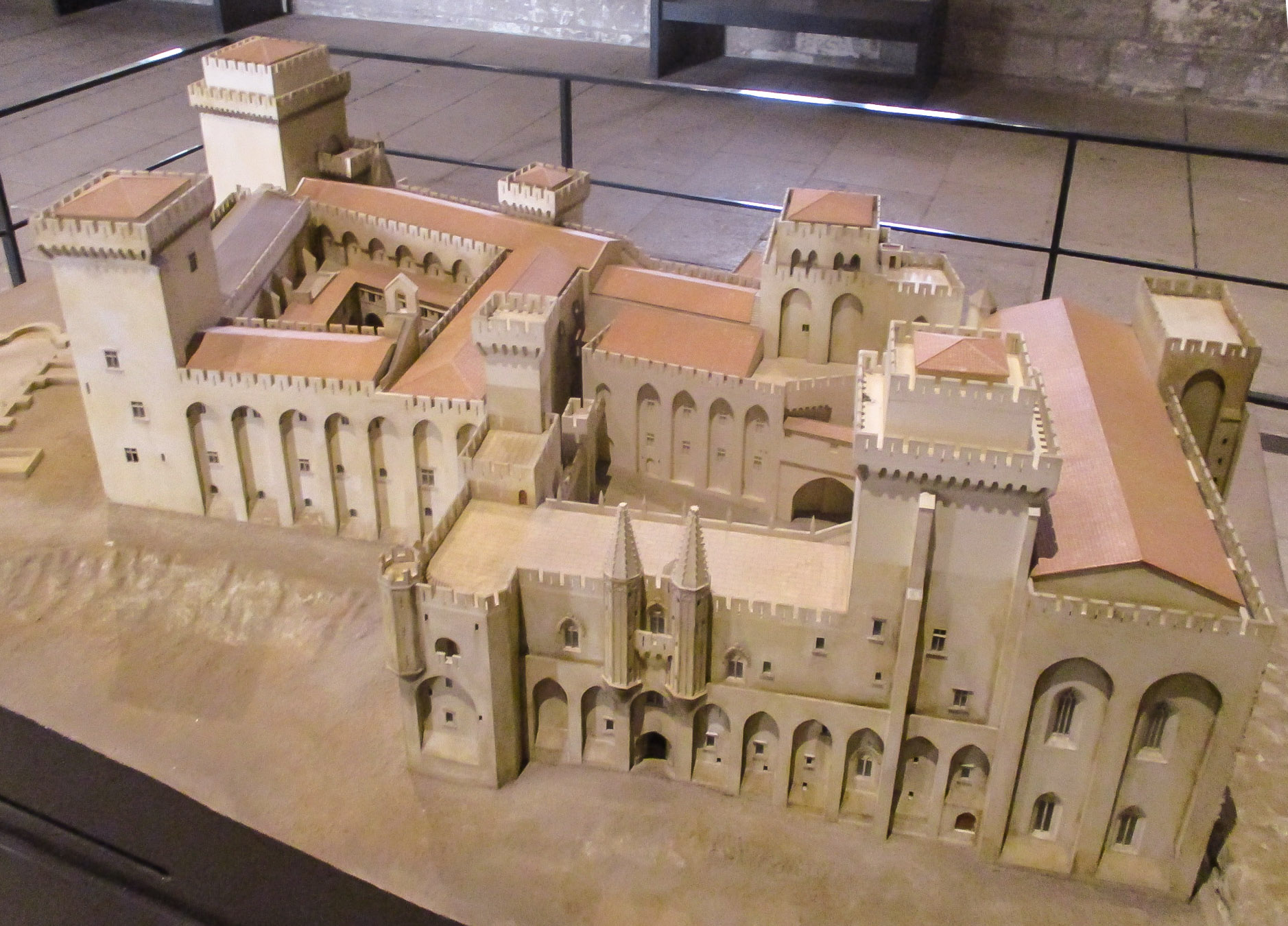
Façade principale
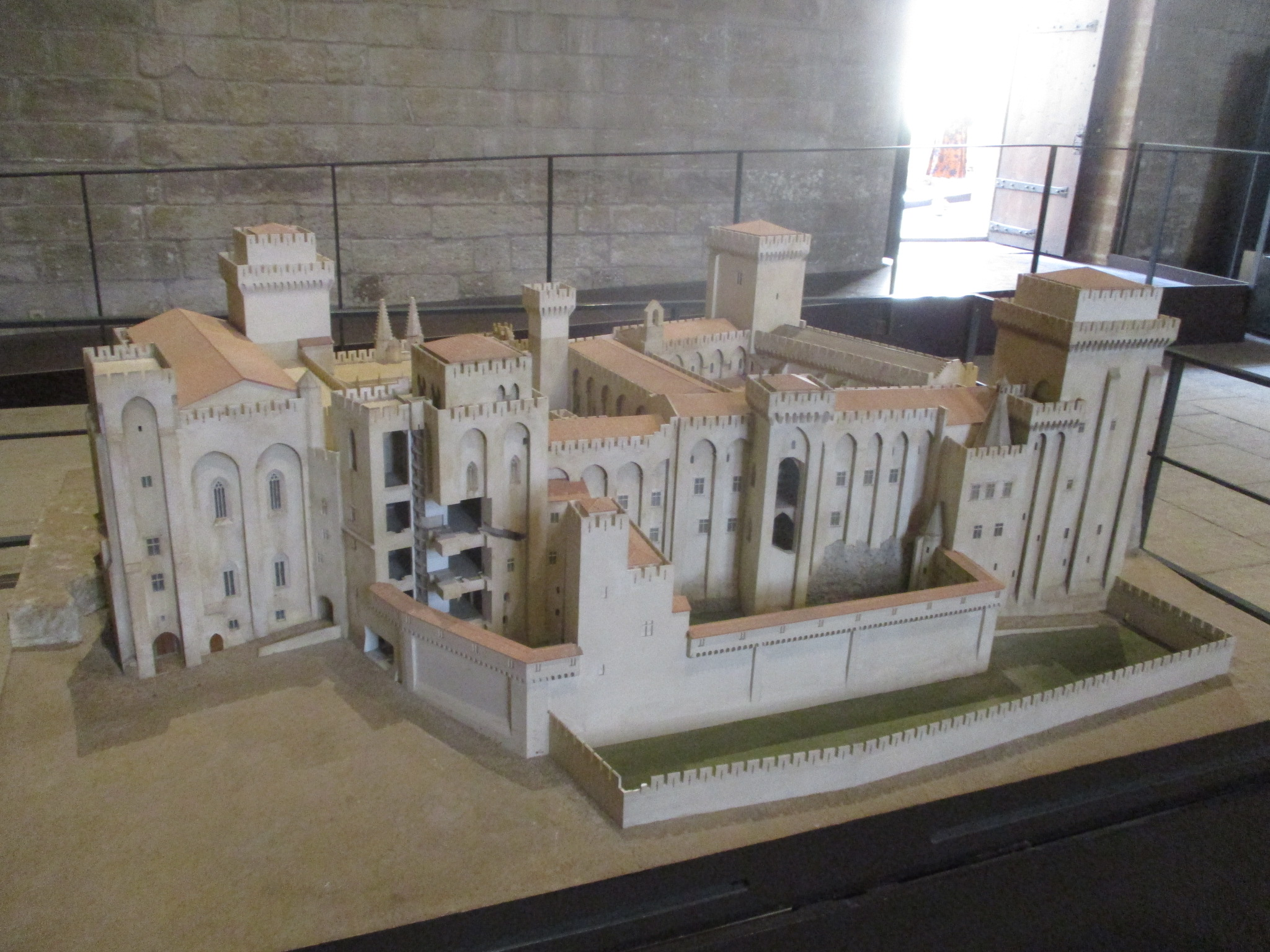
Façade arrière, coté jardin
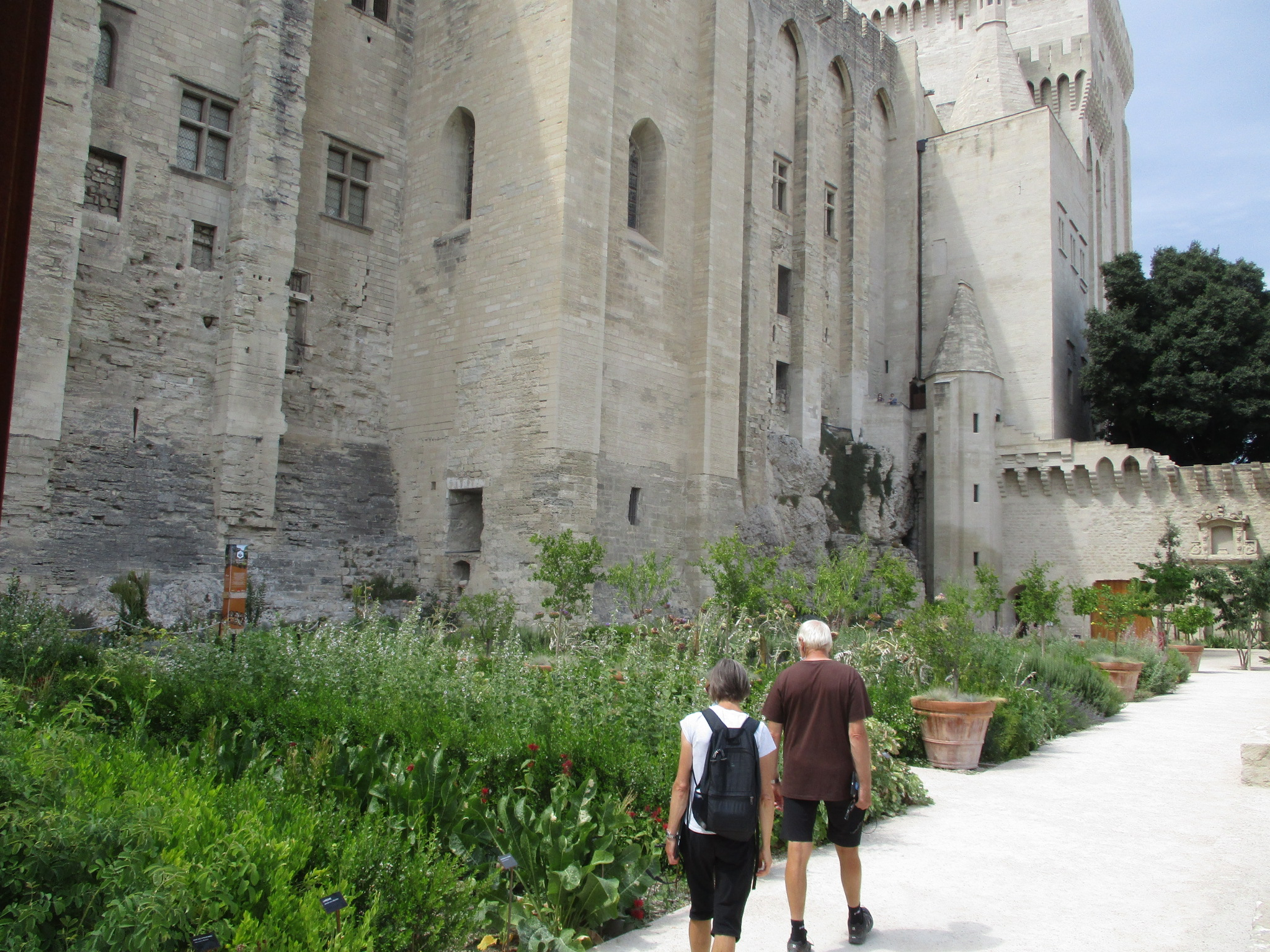

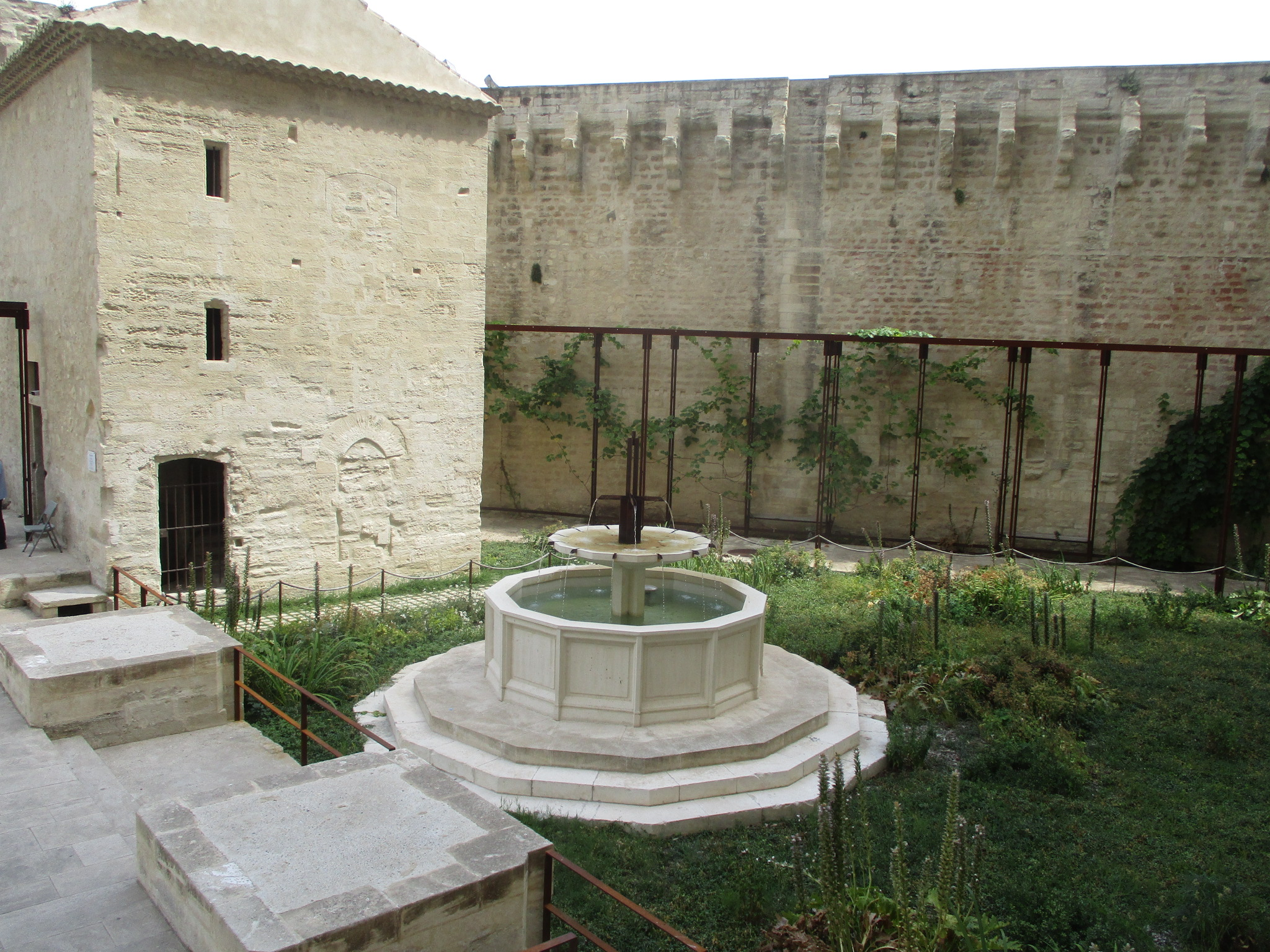
Jardin du Pape, et fontaine du Griffon
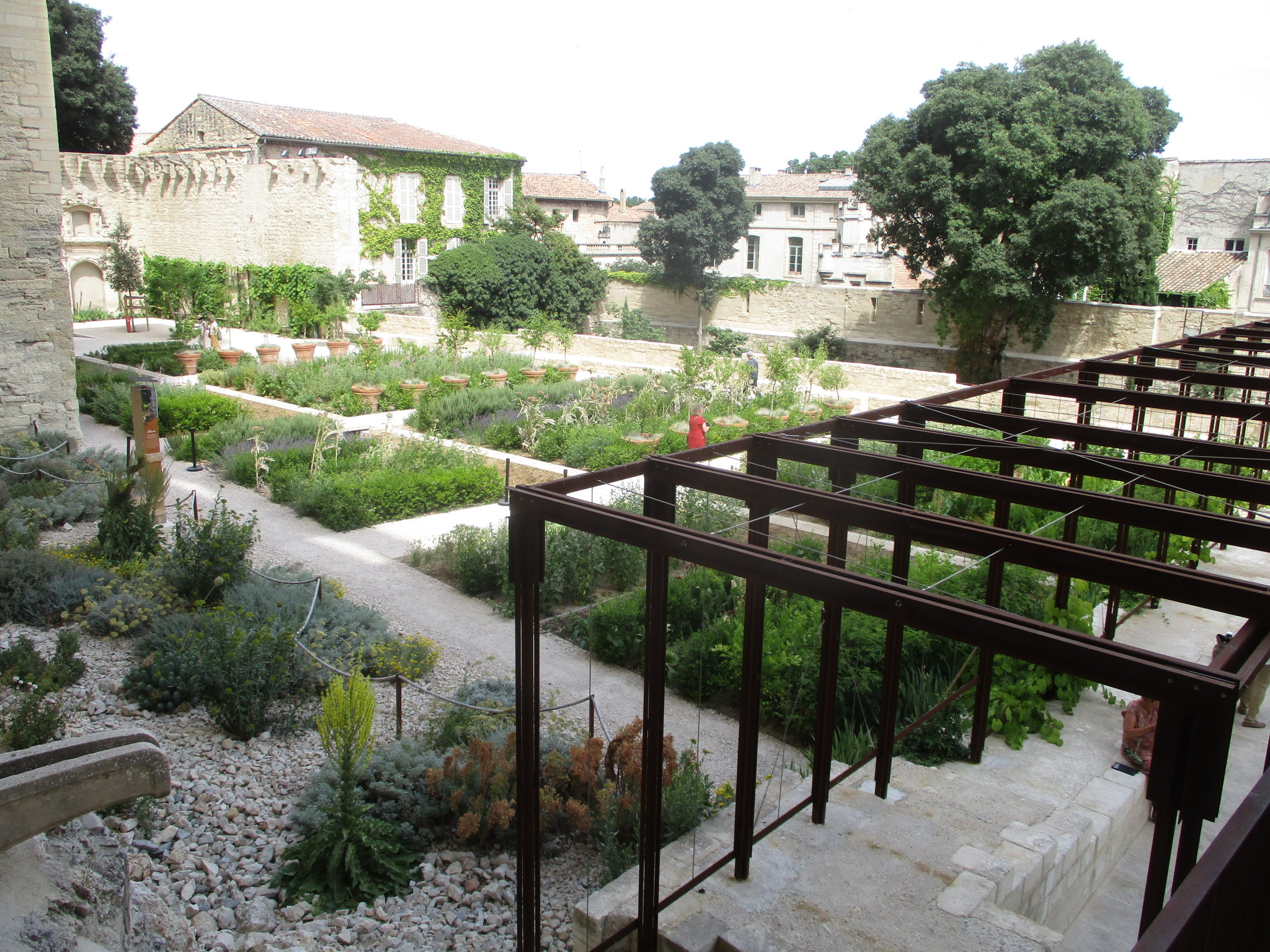
Jardin du Palais (ou jardin Benoît XII)
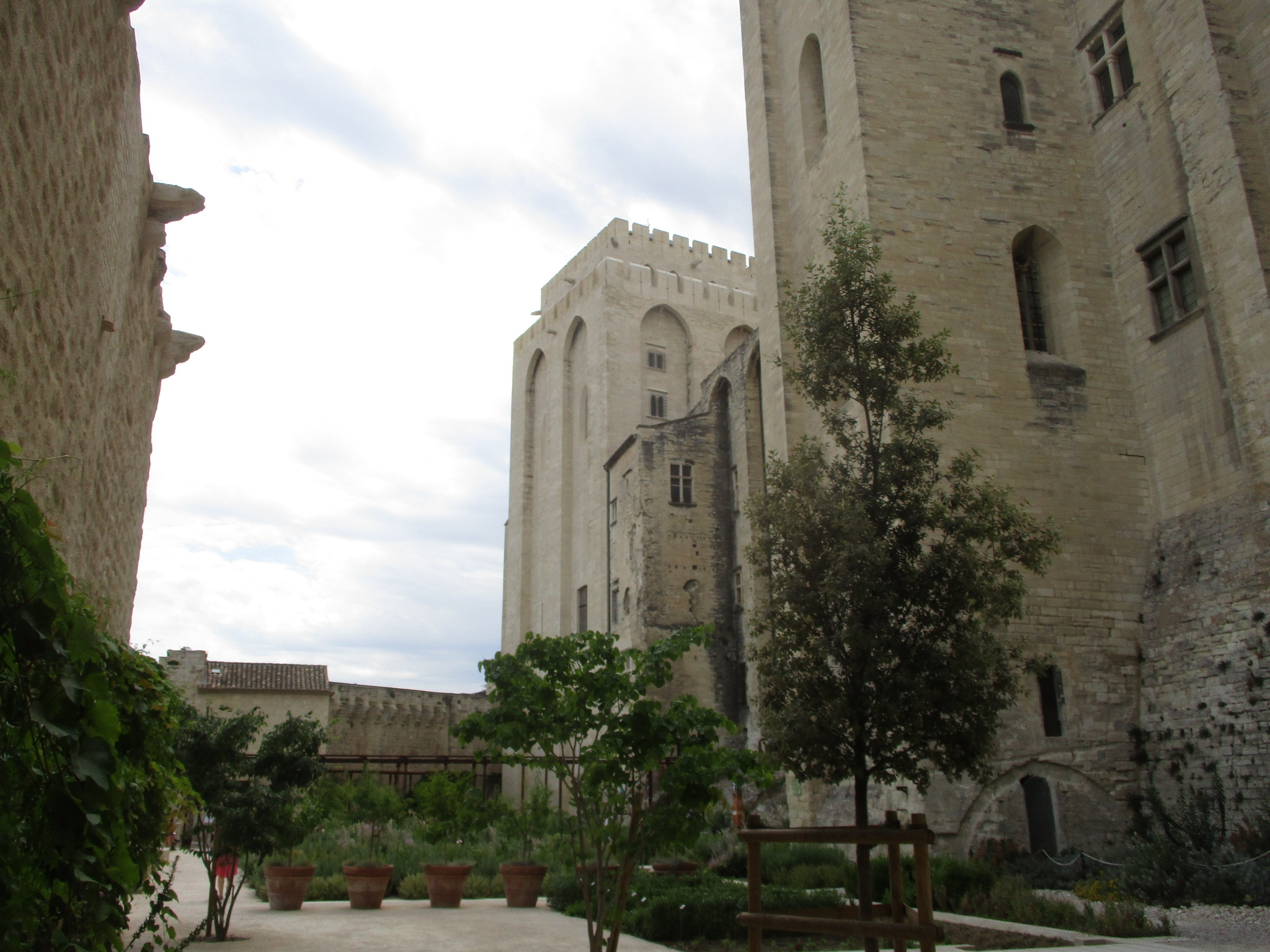
Jardin du Palais

Les formes adoptées adoptent celles des jardin d'agrément, jardin médiéval, jardin potager, jardin de curé, jardinage en carrés, jardin botanique, rocaille, et jardin médicinal, avec pergola-tonnelle (sur des arases de l'ancienne galerie de la Roma), fontaine du griffon (sur des vestiges d'un ancien bassin), ruches du palais, et système d'irrigation par récupération des eaux pluviales des toitures du palais et par réhabilitation d'anciens puits et citerne.

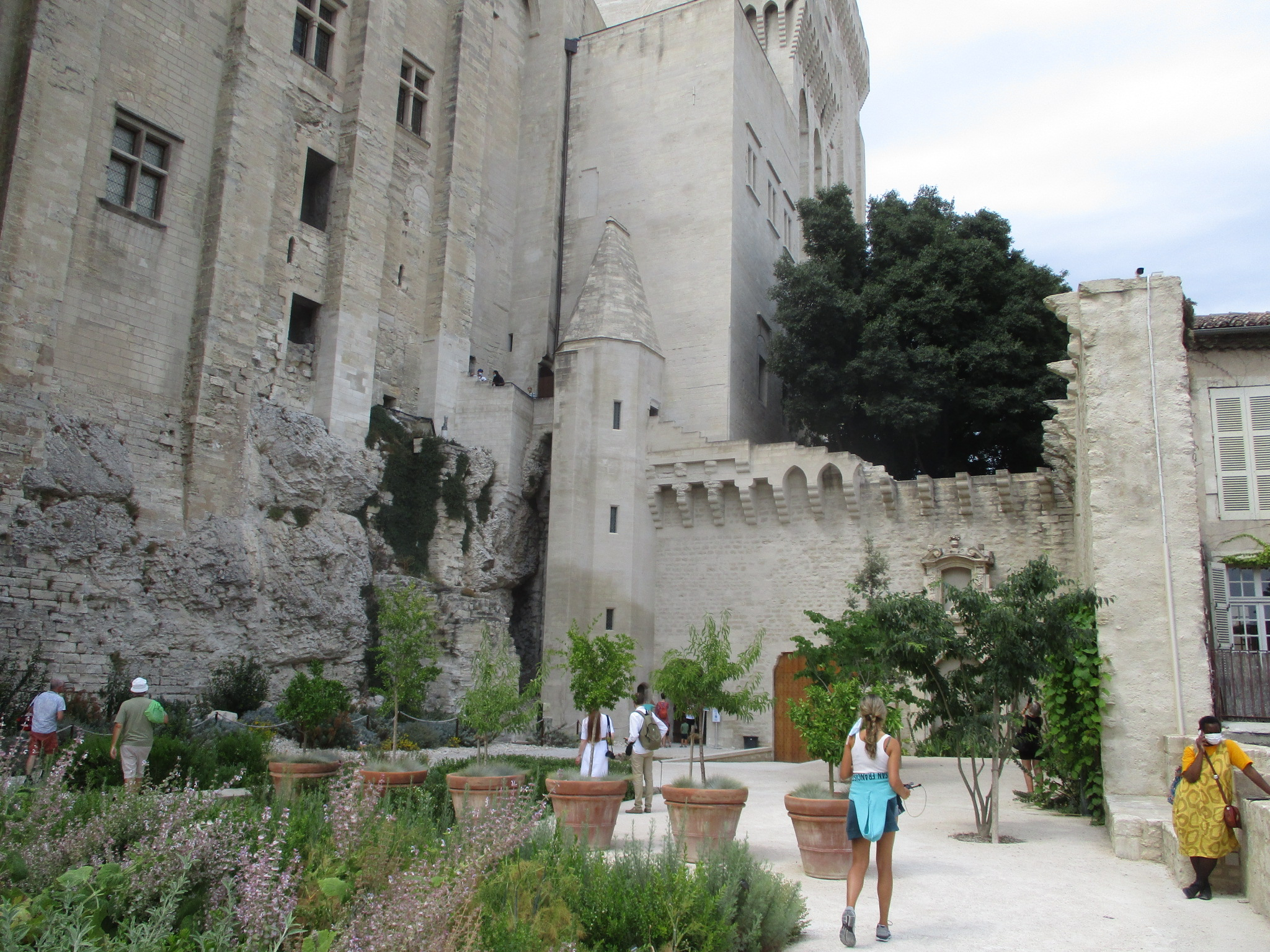
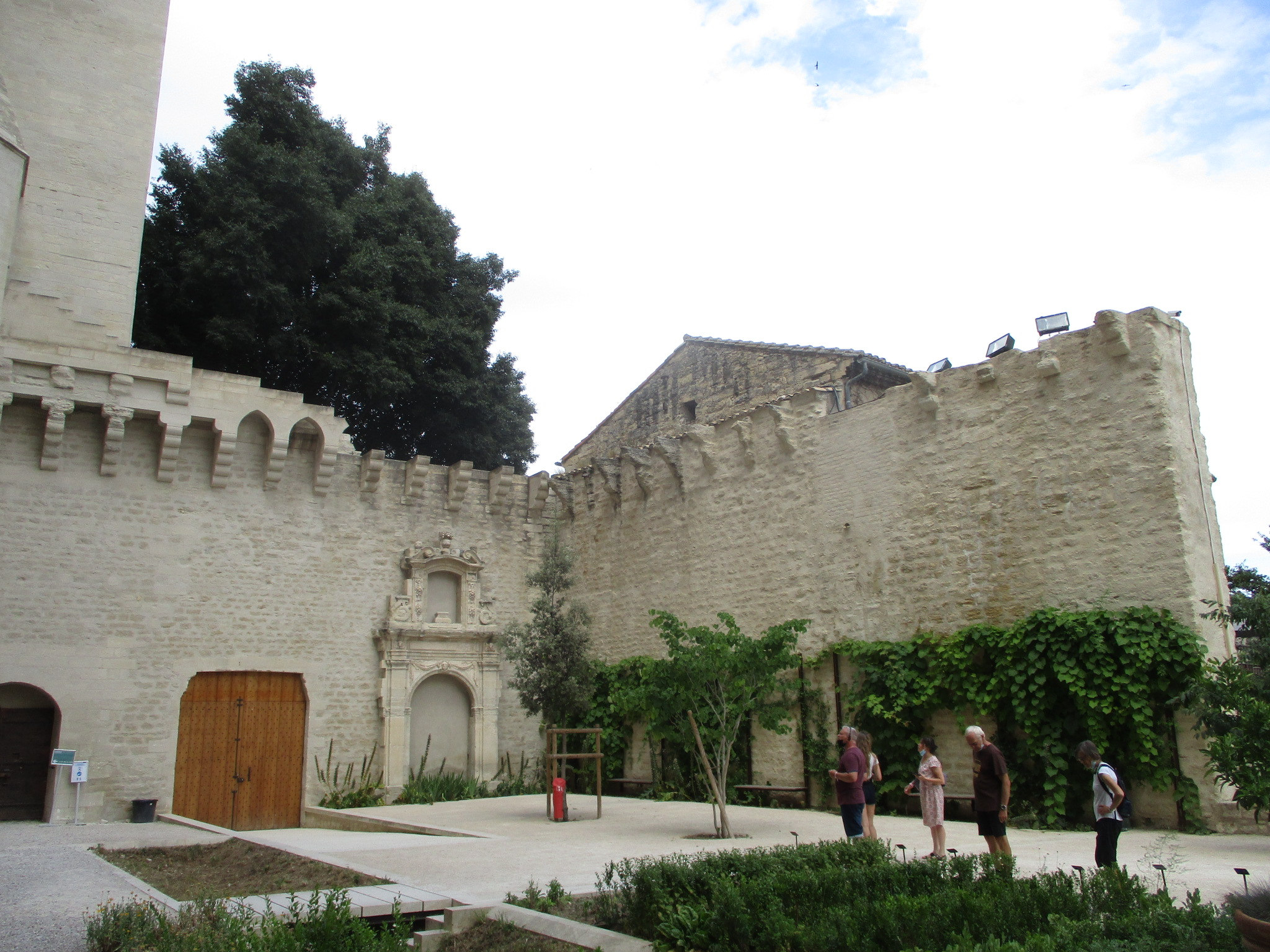
Accès aux anciennes cuisines du palais
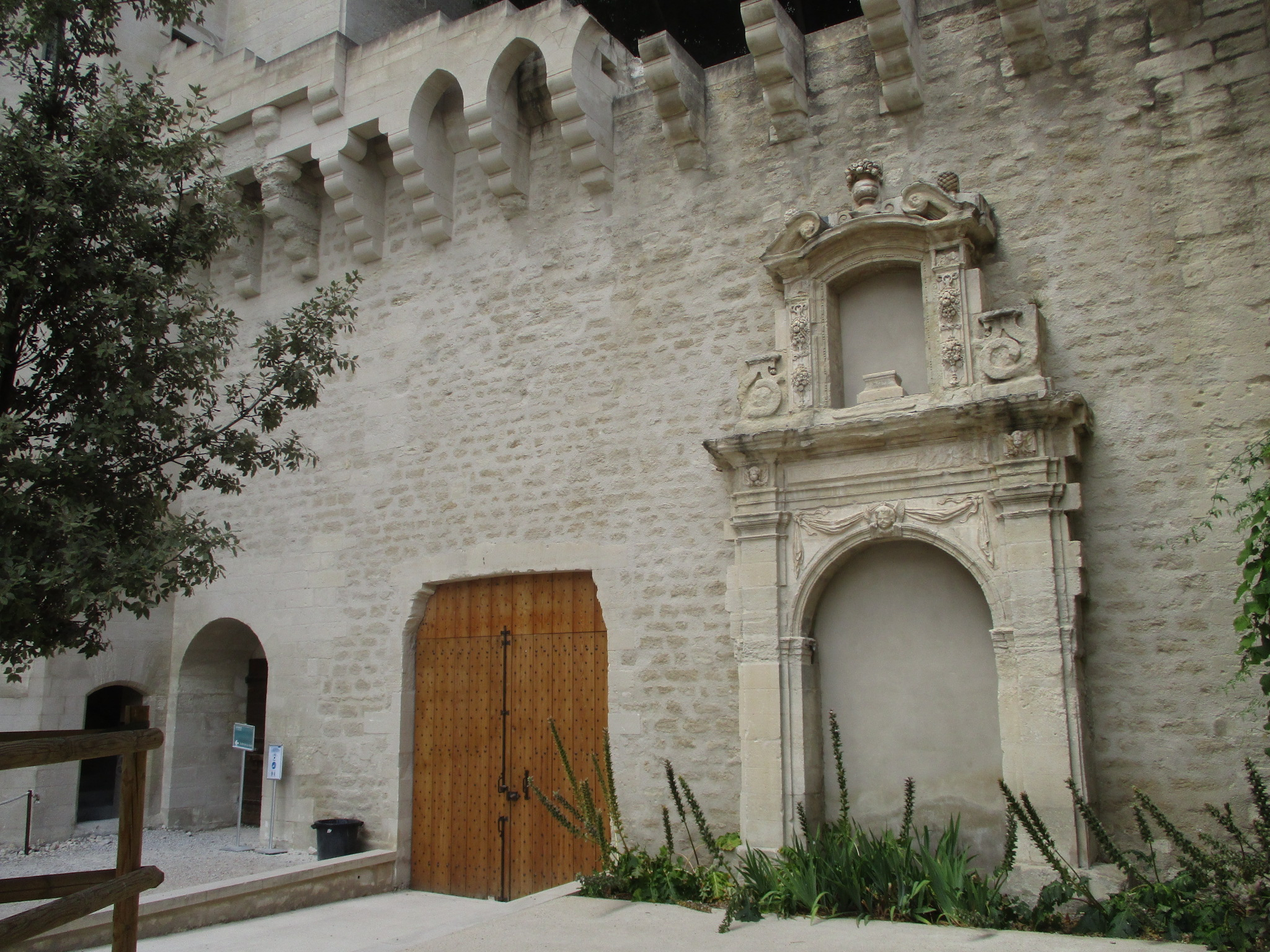
Porte de Chapelle de la Grande Aumônerie

Ils sont plantés d’espèces végétales méditerranéennes provençales, attestées de ses origines du XIVe siècle, avec arbres, arbustes, plantes potagères et condimentaires, dont vignes, treilles, blé, chou, artichaut,  épinards, blettes, rhubarbe, fèves, oignons, ail, romarin, sauge, sarriette, fenouil, persil, marjolaine, bourrache, raifort, monarde, absinthe, lavande, citronnier, rosiers...

## Autre jardin du rocher
Le jardin du rocher des Doms est un jardin public, voisin du palais des papes d'Avignon, implanté en 1830 sur la partie voisine nord du rocher des Doms.  